# Cova de Zeus Olímpic
La Cova de Zeus Olímpic és una cova grega del santuari dedicat a Zeus al vessant nord-oest del turó de l'Acròpoli d'Atenes de Grècia.
La cova ha estat en ús si més no des del 400 abans de la nostra era. Al santuari es venerava a Zeus amb els epítets Olympios (‘Zeus Olímpic’) i Astrapeu (‘Zeus dels llampecs'). L'indret s'ha estat identificat per descripcions de Tucídides i Estrabó, entre d'altres. A la boca de la cova hi ha un altar. Es diu que els que viatjaven a Delfos (pythaistai) romanien a la cova esperant veure un centelleig de Zeus a la muntanya Parnes com a senyal del moment idoni per a començar el viatge.
El camí Perípatos duia al santuari des dels voltants del turó de l'Acròpoli. Al costat oest de la cova hi ha la Cova d'Apol·lo Hipoacreu i la Font Clepsidra, i al costat est la Cova de Pan.